# No Picnic
No Picnic är en design- och innovationsbyrå som grundades i Stockholm år 1993 av en grupp industridesigners. Visionen var att skapa djärv produktdesign och kommersiella succéer för kunder, och på så sätt bygga långsiktiga relationer med dem.

## Om företaget
No Picnic består av ett multidisciplinärt team med industridesigners, grafiska formgivare och strateger. Byrån specialiserar sig på designdriven innovation och design ämnad för massproduktion.
Bland kunderna finns bland annat Sony, The Absolut Company, Tetra Pak, Weekday, Ericsson, SAS, Lavazza, Sony Ericsson och man har genomfört omkring 750 projekt.
Ett urval av projekten finns att beskåda på museer och utställningar runt om i världen.

## Utmärkelser
- Good Design Award 2015 (Evoko Minto)
- Red dot design award 2015 (Noa Potions)
- Pentawards Gold 2015 (Noa Potions)
- Interior innovation award 2015 (Evoko Minto)
- The watch of the year 2014 (Halda Race Pilot)
- German Design Award 2014 (Halda Race Pilot)
- Stora Designpriset 2014 (Ericsson A.I.R.)
- Red dot product design award 2014 (ABB Remote Control System)
- Red dot product design award 2014 (AQS AQ 510)
- Red dot communication design award- Best of the best (ABSOLUT Craft)
- Cannes Lions Awards Bronze 2013 (ABSOLUT Craft)
- Pentawards Gold 2013 (ABSOLUT Craft)
- Pentawards Silver 2013 (ABSOLUT Elyx)
- Pentawards Bronze 2013 (ABSOLUT Tune)
- German design award 2013 (Propellerhead Balance)
- Good Design award 2012 (Propellerhead Balance)
- Red dot design award 2012 (Halda Space Watch)
- Red dot design award Best of the best 2012 (Propellerhead Balance)
- iF product design Gold 2012 (Propellerhead Balance)
- Red dot design award 2011 (Ramlösa)
- Pentawards Diamond 2011 (Ramlösa)
- Design for Asia product & industrial design 2011 (Evoko Room Manager)
- Red dot award: Product Design 2011 (Ericsson AIR)[död länk]
- Good Green Design 2010 (Sony Ericsson Green Heart)
- All Design Award 2010 (Tonium Pacemaker)
- Red dot award – Best of best 2009 (Tonium Pacemaker)
- Designpreis Gold 2009 (Tonium Pacemaker)
- Designpreis Schweiz 2009 (Tonium Pacemaker)
- Design S 2008 Swedish Design Award (Tonium Pacemaker)
- iF product design award 2008 (Tonium Pacemaker)
- Red dot award – Product design 2007 (Sony Ericsson M600)
- iF product design award 2007 (Sony Ericsson M600)
- iF product design award 2007 (Sony Ericsson W950)
- I.D. Design Award (E/S Orcelle)
- Red dot award – product design 2004 (Sony Ericsson T-630)
- iF Silver design award 2003 (Sony Ericsson P800)[död länk]
- Excellent Swedish Design diplomas 1994, 1995, 1996, 1997 and 1998
- Pentawards